# Edward Cullen
Edward Anthony Masen Cullen es un personaje de la serie Crepúsculo; una saga de novelas que ha causado furor desde que fueron publicadas en el año 2005. Consta de los libros Crepúsculo, Luna Nueva, Eclipse, Amanecer y, el recientemente publicado, Midnight Sun (Sol de medianoche). Edward Anthony Masen Cullen es un vampiro adolescente, nacido el 20 de junio de 1901. A la edad de diecisiete años, él y su familia son contagiados por la gripe española. Este es convertido a vampiro en la cama del hospital por el que se convertiría en su padre (Carlisle) al no haber esperanzas para él. Ha cursado varias carreras universitarias, tales como medicina, matemáticas o literatura. Su dieta, al igual que la de su familia, es descrita como "vegetariana", ya que se alimentan de sangre animal y no humana. Otra de las características que le diferencian a él y a su familia adoptiva del resto de vampiros es que cuentan con una residencia fija, de la que se mudan cada cierto tiempo para prevenir ser descubiertos por los humanos de la zona.

## Biografía
Edward Anthony Masen Cullen, nació el 20 de junio de 1901 en Chicago, Illinois; el único hijo de Edward Masen y Elizabeth Masen. Su padre siempre le proporcionó muchas ventajas como un abogado de éxito, incluyendo clases de música y la oportunidad de asistir a la escuela privada; Sin embargo, él y su padre eran bastante distante emocionalmente debido a su ocupada carrera que a menudo lo llevó lejos del hogar para los negocios. Esta ausencia fue compensada por la relación con su madre; él era el centro de su vida.
Edward se destacó en sus estudios y se convirtió en un consumado pianista. A medida que crecía, Edward se enamoró de la vida de soldado. La Primera Guerra Mundial hizo estragos en la mayor parte de su adolescencia, y Edward soñó con unirse al ejército tan pronto como cumpliera 18 años, a la que evocó en Midnight Sun, diciendo que su amor por su madre era la única cosa que le hacía reacio a la idea aparte de ser menor de edad. Eso cambió, sin embargo, cuando él y sus padres se enfermaron con la gripe española en 1918. Su padre murió en la primera oleada de la influenza. La madre de Edward más tarde contrajo la influenza española y le pidió al médico que estaba cuidando de ellos, el Dr. Carlisle Cullen, a hacer cuanto esté a su alcance para salvar a su hijo. (Elizabeth: "Usted debe hacer todo en su poder lo que otros no pueden hacer, que es lo que debe hacer por mi Edward.") Carlisle actuó en sus deseos cuando Edward estaba cerca de la muerte a sí mismo. Poco después de la muerte de Elizabeth, Carlisle tomó Edward desde el hospital, lo llevó a su casa, y allí lo transformó en un vampiro.
Edward formó un vínculo profundo con Carlisle, quien se convirtió en una figura paterna para él, ganó la confianza de Edward y le quiso de la forma en la que nunca quiso a su padre biológico. Carlisle fue el primero que se dio cuenta de las habilidades telepáticas de Edward; Edward podía responder a las preguntas que Carlisle no había preguntado en voz alta. Edward siempre había tenido una habilidad especial para la leer a la gente; después de su transformación, esta capacidad transformó en un verdadero talento psíquico. En 1921, Edward ganó una madre cuando Carlisle transformó a Esme en un vampiro para salvar su vida después de su intento de suicidio. Edward era todavía lo suficientemente joven como para apreciar el cuidado de una madre, y Esme se lo dio a él. Poco después Carlisle y Esme se casaron, Esme pasó a ser Esme Cullen.
Edward tuvo un período de rebeldía en el comienzo de su vida de vampiro y se fue lejos Carlisle y Esme en 1927. Durante su tiempo en solitario, él utilizó su capacidad de leer la mente para atacar a la peor gente de la sociedad, pensando que, mientras él estaba sirviendo a la justicia, no importaría que él se alimentaba de los seres humanos. Su primera víctima fue el abusivo exesposo de Esme, Charles Evenson. Unos años más tarde, lamentó esta decisión y regresó a la familia de Carlisle y a la dieta de sangre animal en 1931. En 1933, Carlisle transformó a una mujer de la alta sociedad llamada Rosalie Hale en vampiro después de encontrarla muriendo en la calle tras ser violada por su novio y unos amigos. Carlisle y Esme a veces pensaban que Edward no tenía una pareja en su vida, que fue en parte lo que impulsó a Carlisle para cambiar Rosalie. Sin embargo, la impresionante hermosura de Rosalie no conquistó a Edward porque no podía soportar su poca profundidad y la mente absorta en sí misma, y los dos se convirtieron en nada más que hermanos, y no siempre estaban en buenos términos. Emmett Cullen se convirtió en el hermano adoptivo de Edward cuando Rosalie le encontró a punto de morir de un ataque de oso y se enamoró de él en 1935. Ya vampiros, Jasper y Alice buscaron y encontraron a los Cullen en 1950, y se incorporaron en la familia después de tanto escapar de su trágicos pasados. En el momento en que llegaron, Alice entró en la habitación de Edward, muy a su pesar. Jasper y Alice pasaron a llamarse Jasper Hale y Alice Cullen.
Cuando la familia Cullen vivía en Alaska, se encontraron con el aquelarre de Denali, el único otro grupo que compartió su dieta de sangre animal. La líder Tanya mostró afecto hacia Edward, pero él no compartía ese interés.
Para 2005, había asistido a varios colegios y universidades, ganado dos títulos de medicina y estudió varias asignatura. Como sus padres biológicos fallecieron, heredó la casa Masen en Chicago, y cada 50 años, hereda la fortuna de la familia a él mismo, que pretende ser un nuevo heredero.
Unos años después se casa con la humana Bella Swan, con la que tiene una hija, Renesmee Carlie Cullen Swan.

## Apariencia física
En la saga "Crepúsculo", Bella describe a Edward como un ser insoportablemente hermoso, a veces ella misma cree que un ser como él no puede existir. También dice que es tan perfecto que no entiende como pudo haberse fijado en ella, cree que son una pareja dispareja. En varias ocasiones menciona la perfección de sus rasgos faciales (pómulos salientes, una fuerte mandíbula, nariz recta, labios redondeados) y físicos, y hasta llega a compararlo con el Adonis de la mitología griega. Su piel es blanca como el mármol, casi tan fría como el hielo y brillante como diamantes a la luz del sol. El pelo, despeinado y de color cobrizo que él heredó, en su vida humana, de su madre biológica, al igual que sus ojos verdes cuando era humano. Los ojos, hipnóticos e irresistibles, toman color de acuerdo con la fuerza de su sed, adquiriendo un color oscuro como el ónix cuando está sediento, o un color tan claro y brillante como el topacio cuando no tiene sed. Igualmente, cuando su sed se acentúa aparecen oscuras ojeras debajo de sus ojos. Su cuerpo es esbelto, alto, de unos 1,90 m aproximadamente, fuerte y musculoso, pero no tan musculoso como Emmett ni tan delgado como Jasper, que son sus hermanos vampiros adoptivos.

## Películas
Twilight (Crepúsculo) se estrenó el 21 de noviembre de 2008. El personaje de Edward Cullen es interpretado por Robert Pattinson, tras una audición que consistía en una escena romántica del filme con Kristen Stewart, quien fue una de las primeras actrices escogidas por la directora, supervisada por la directora Catherine Hardwicke. Esta última observó la química en los dos actores y decidió que él sería el vampiro de la saga, después de audicionar entre 5000 actores gracias a que se alargó la fecha de las audiciones y fue cuando entró Robert Pattinson.
El actor ya ha confirmado públicamente el haber firmado contrato para hacer las restantes películas de la saga. Ya actuó en New Moon (Luna Nueva), la cual estrenó el 18 de noviembre en España, 19 de noviembre en Argentina y el 20 de noviembre del 2009 en Estados Unidos.
Después de realizar las dos películas, el actor realizó la tercera parte de la saga de Crepúsculo, Eclipse, que fue estrenada el 30 de junio de 2010, y por último la película de Amanecer, la primera parte de la cual se estrenó en 2011 y la segunda parte en invierno de 2012.